# Sophronica nigrosetosa
Sophronica nigrosetosa är en skalbaggsart som beskrevs av Stefan von Breuning 1940. Sophronica nigrosetosa ingår i släktet Sophronica och familjen långhorningar. Inga underarter finns listade i Catalogue of Life.